# Калигула (филм)
„Калигула“ (на английски: Caligula) е скандален еротичен филм с множество сцени на порнография и насилие от 1979 година на режисьора Тинто Брас, копродукция между САЩ и Италия.

## Сюжет
Внимание:  Текстът по-долу разкрива сюжета на произведението (или части от него)!
37 години след Рождество Христово. Всемогъщата Римска империя се управлява от император Тиберий, наследник на великия Октавиан Август. Но Тиберий вече е грохнал старец, изтощен от болести, и всичките му близки със страх и надежда чакат неговата смърт. Според завещанието властта трябва да получат Гемел, внук на императора, и Калигула, осиновен внук на императора. Гемел обаче все още е твърде млад и Тиберий се страхува, че след смъртта му Калигула ще убие брат си и ще присвои цялата власт за себе си. Клавдий, племенникът на Тиберий и чичо на Калигула, също може да претендира за титлата владетел на Римската империя, но той е твърде страхлив и предпочита да се прави на луд, за да не го закачат.
Един ден Калигула посещава спалнята на Тиберий и намира императора безжизнен. Калигула откъсва златния пръстен от пръста на стареца и е готов да отпразнува възкачването си, когато изведнъж Тиберий оживява и изисква връщането на символа на властта. Калигула е готов да убие Тиберий, но Макрон, началникът на личната гвардия на императора, се намесва в случая. Той хладнокръвно удушава Тиберий и Калигула става владетел на Рим. Новопоявилият се император Калигула разбира, че Макрон може да направи с него същото, което направи с Тиберий, и затова публично обвинява Макрон в убийството на императора и го екзекутира. След Макрон, Калигула убива Гемел, а „чичо Клавдий“, който се побърква още повече от всички тези събития, го оставя жив.
Управлението на Калигула е непрекъсната верига от безсмислени жестокости и безумни непристойности, тъй като абсолютната власт абсолютно покварява Калигула. Той измисля нови и нови мерзости, за да оскърби и унижи още повече римското общество и със злобно задоволство вижда, че никой не смее да му възрази. Всички са смазани от страх от императора. В личния си живот Калигула е не по-малко луд, отколкото в политиката. Той е страстно влюбен в собствената си сестра Друзила и ще се ожени за нея, но тя го разубеждава от кръвосмешението и го принуждава да се ожени за Цезония, която ражда дъщеря от Калигула.
Лудостта на императора продължава, но капката, с която чашата прелива, е подигравателната идея за организиране на публичен дом за обикновените хора, използвайки съпругите и дъщерите на сенатори като „работници“. Омразата към лудия владетел надделява над страха и срещу Калигула се организира заговор. И отново ръководителят на личната охрана, само че не екзекутираният Маркон, а Касий Херея изпълнява плана. Касий и другите заговорници нападат Калигула и семейството му и убиват всички, включително малката дъщеря на императора. Клавдий, решавайки, че ще го сполети същата съдба, се скрива в задните улички на двореца и когато заговорниците, стискащи мечове, изцапани с кръвта на Калигула, го намират, Клавдий моли за милост. Но вместо смъртта на Клавдий чака триумф: те слагат златен венец на главата му, вдигат го и тържествено го пренасят на трона, провъзгласявайки новия владетел на Рим.

## Актьорски състав
| Актьор                                                   | Роля             |
| -------------------------------------------------------- | ---------------- |
| Малкълм Макдауъл                                         | Калигула         |
| Тереза Ан Савой                                          | Друзила          |
| Гуидо Манари Патрик Алън (дублиращ гласа на английски)   | Макрон           |
| Джон Гилгуд                                              | Нерва            |
| Питър О'Тул                                              | Тиберий          |
| Джанкарло Бадеси                                         | Клавдий          |
| Бруно Брив                                               | Гемел            |
| Хелън Мирън                                              | Цезония          |
| Адриана Асти                                             | Ения Трасила     |
| Леополдо Триесте                                         | Харикъл          |
| Паоло Боначели Джос Акланд (дублиращ гласа на английски) | Касий Херея      |
| Джон Щайнер                                              | Лонгин           |
| Мирела д'Анджело                                         | Юлия Ливила      |
| Рик Паретс                                               | Менестър         |
| Анека Ди Лоренцо                                         | Валерия Месалина |
| Пола Мичъл                                               | певица на Субура |
| Озириде Певарело                                         | великан          |
| Донато Плачидо                                           | Прокул           |

## Снимачен процес
- Първоначално ролята на Тиберий е предложена на Орсън Уелс за огромната сума от 1 милион долара, но Уелс все пак я отказва, защото е прочел сценария и го намира за твърде неприличен. Тогава ролята на Тиберий е предложена на актьора Джон Гилгуд, който също я отказва по „морални причини“, но се съгласява да изиграе малката роля на Нерва. Ролята в крайна сметка отива при Питър О'Тул. Мария Шнайдер трябва да изиграе Друзила, но тъй като трябва да се появи гола на снимачната площадка, тя напуска проекта, а ролята на Друзила получава Тереза Ан Савой, с която Брас преди това е работил във филма „Салонът на Кити“ (1976).
- Филмът е включен в списъка със забранено разпространение в редица страни, включително Беларус, Узбекистан и Австралия.
- Поради творчески различия, главните създатели на филма се съдят взаимно. През февруари 1977 г. режисьорът Брас е уволнен от продуцента Гучионе и веднага завежда дело срещу него. Гучионе от своя страна завежда насрещно дело срещу Тинто Брас, с когото сценаристът Гор Видал вече се съди, съдейки и двамата.
- Макдауъл се разбира добре с Тинто Брас, но Питър О'Тул не харесва режисьора от първия миг. О'Тул обещава на продуцентите на филма да не пият алкохол по време на снимачния процес, но Гучионе описва О'Тул като „обсебен от нещо“ и добавя, че актьорът редовно е бил пиян по време на снимачния график. По-късно Гучионе също се оплаква от поведението на Макдауъл, наричайки актьора „повърхностен“ и „скъперник“. Според Гучионе по време на снимките на филма Макдауъл поканил колеги на вечеря в скъп ресторант, за да отпразнуват победата на англичаните във футболен мач срещу италианския отбор, и принудил Гучионе да плати за храната, казвайки, че уж е забравил да донесе достатъчно пари.
- Тъй като филмът е предназначен за международно разпространение, е заснет изцяло на английски език. Звукозаписът се провежда на живо, но по време на снимките има толкова много външни шумове, че главните англоговорещи актьори по-късно са принудени да повторят репликите си. Питър О'Тул например не искал да презапише диалога си и на всяка цена избягвал да говори с продуцентите на филма. В крайна сметка създателите на филма го намират в Канада и по думите на самия актьор буквално го „дърпат до микрофона“ за дублаж. Освен това много поддържащи актьори и актриси са италианци и речта им трябвало да бъде дублирана на английски от други актьори.
- Филмът има финансов успех във Франция, Германия, Швейцария, Белгия, Нидерландия и Япония, като спечелва 23,4 милиона щатски долара (равняващи се на 75,6 милиона долара от 2021 г.)
- Във филма са използвани музикални произведения на Арам Хачатурян (от балета „Спартак“) и Сергей Прокофиев (от балета „Ромео и Жулиета“).
- Редактирана от Боб Гучионе версия на филма е пусната в ограничен тираж в малък град близо до Форли (Италия), преди премиерата му в Рим в неделя, 11 ноември 1979 г. В Рим това е най-касовият филм за уикенда, с приходи от $59 950 (еквивалентни на $223 830 през 2021 г.) от 6 кина. Филмът е конфискуван от италианската полиция на 15 ноември, а вестник Pubblico Ministryo нарича много от сцените във филма „очевидно неприлични“.
- В Съединените щати Боб Гучионе отказва да изпрати филма за оценка, защото знае много добре, че Калигула ще получи оценка „Х“, което Гучионе смята за „унизително“. Вместо това Гучионе прилага своя собствена оценка „Зряла публика“ към филма и инструктира собствениците на киносалони да не допускат лица под 18-годишна възраст. Премиерата на филма в САЩ е на 1 февруари 1980 г. в кино Trans Lux, което Гучионе наема изключително за прожекцията на филма.
- Оригиналният сценарий е написан от Лина Вертмюлер, но Гучионе го отхвърля и поръчва на Гор Видал нов сценарий за 200 000 щатски долара. Сценарият на Видал подчертава хомосексуалността, което кара Гучионе да иска пренаписване, за да се смекчи хомосексуалното съдържание. По-специално сценарият на Видал съдържа няколко хомосексуални сцени и само една хетеросексуална сексуална сцена, която е между Калигула и сестра му Друзила. Тинто Брас описва сценария на Видал като „дело на застаряващ атеросклеротик“ и се съгласява да режисира, само ако му бъде позволено да пренапише сценария на Видал. Собственият сценарий на Брас разширява сексуалното съдържание, за да включва оргии, декоративни фалоси и много женска голота, но диалогът на филма остава до голяма степен непроменен.
- Естеството на филма не позволява той да бъде монтиран в католическа Италия, така че километрите филм са транспортирани до Англия. Техниколор обаче категорично отказва да покаже негатива на филма, позовавайки се на порнографското му съдържание. Продуцентът е принуден да продължи да монтира в Париж, а после в Ню Йорк, където филмът е транспортиран под друго име, страхувайки се от преследване от страна на властите.
- Снимките започват през 1976 г. в Рим и приключват на 24 декември същата година. Тинто Брас започва да монтира филма, но не му е позволено да продължи с монтажа след около час. Грубата версия на филма е демонтирана и филмът е премонтиран от няколко редактори, които значително променят тона и структурата на произведението, като изтриват и пренареждат много сцени, използвайки различни дубли, по-бавен стил на редактиране и различна музика от тази предвидена от Брас. Няколко седмици след приключване на снимките, Боб Гучионе и Джанкарло Луи се завръщат в Рим и заедно с няколко актьори и актриси от Penthouse се промъкват в студиото през нощта и заснемат няколко порнографски сцени (общо 6 минути) за монтаж във филма. Тези сцени са монтирани във филма лично от Боб Гучионе. Той прави това без знанието на главния режисьор Тинто Брас, който по това време Гучионе напълно е отстранил от филмовата продукция.
- През 1981 г. бразилският съвет на цензорите одобрява създаването на специални кина за прожектиране на филмите „Империята на сетивата“ (1976) и „Калигула“, тъй като те са международни хитове.
- Хелън Мирън винаги се е гордяла с участието си в създаването на Калигула, въпреки че веднъж описва самия филм като „неустоима смесица от изкуство и гениталии“.
- През 1981 г. актрисата Анека Ди Лоренцо, която играе Месалина, съди Гучионе, обвинявайки го в сексуален тормоз от негова страна. През 1990 г., след продължителен съдебен спор, щатският съд в Ню Йорк ѝ присъжда 60 хиляди долара обезщетение за щети и 4 милиона долара за наказателни щети, но по-късно по-висш съд отменя решението за наказателни щети при обжалването, оставяйки само обезщетението за щети.
- През 2005 г. художникът Франческо Вецоли създава фалшив трейлър за предполагаем римейк, озаглавен „Калигула на Гор Видал“, като реклама за нова линия аксесоари на Версаче. В римейка трябва да участват Хелън Мирън като „императрица на Тиберий“, Джерард Бътлър като „Касий Херея“, Мила Йовович като „Друзила“, Кортни Лав като „Калигула“ и Карън Блек като „Агрипина Старша“. Фалшив трейлър е показан по целия свят през 2006 г.
- През февруари 2018 г. Penthouse обявява, че нова версия на филма ще бъде продуцирана от германския режисьор Александър Тушински. Тушчински ще използва 85 минути от оригиналната работа на Тинто Брас и сам ще монтира останалата част от филма. Семейство Брас подкрепя усилията на Тушински, но остава непотвърдено дали Брас ще участва пряко в монтажа. През 2020 г. е обявено, че друга версия на филма ще бъде пусната през есента на същата година, премонтирана от американския режисьор Едмънд Елиас Мерий, за да следва по-точно оригиналния сценарий на Гор Видал.
- В сайта Rotten Tomatoes филмът е с доста нисък рейтинг – едва 22%.
- Няколко филма, базирани на филма „Калигула“, са пуснати през следващите години, включително „Калигула и Месалина“ (1981, режисиран от Бруно Матеи и Антонио Пасалия) и „Калигула – Неразказаната история“ (1982, режисиран от Джо д'Амато).
- През 1985 г. най-нецензурната версия на „Калигула“ е излъчена във Франция по Canal+ и става първият практически порнографски филм, показван някога по френската телевизия. Излъчването на „Калигула“ се превръща в своеобразна „традиция“ на Canal+, показвайки по един порнографски филм в полунощ всеки месец.